# Pseudacraea kuenowii
Pseudacraea kuenowii is een vlinder uit de onderfamilie Limenitidinae van de familie Nymphalidae. De wetenschappelijke naam van de soort is voor het eerst gepubliceerd in 1879 door Hermann Dewitz. De soort is vernoemd naar Gotthold Künow, die conservator was van het Zoölogisch Museum in Koningsbergen.

## Verspreiding
De soort komt voor in de laaglandbossen van Nigeria, Kameroen, Gabon, Congo-Brazzaville, Congo-Kinshasa, Zuid-Soedan, Oeganda, Kenia, Angola en Zambia.

## Ondersoorten
- Pseudacraea kuenowii kuenowii Dewitz, 1879 (Zuid- en Oost-Congo-Kinshasa, Zambia)
- Pseudacraea kuenowii burgessi Jackson, 1951 (Oost-Oeganda, Kenia)
  - = Pseudacraea gottbergi burgessi Jackson, 1951
- Pseudacraea kuenowii kigezi Jackson, 1956 (Kigezi en Ankole in Oeganda)
- Pseudacraea kuenowii hypoxantha Jordan, 1911 (Zuid-Soedan, Oeganda)
- Pseudacraea kuenowii gottbergi Dewitz, 1884 (Nigeria, Kameroen, Gabon, West-Congo-Kinshasa, Angola)
  - = Pseudacraea gottbergi Dewitz, 1884
  - = Pseudacraea gazengeli Oberthür, 1893